# Timorstubbstjärt
Timorstubbstjärt (Urosphena subulata) är en fågel i familjen cettisångare inom ordningen tättingar.

## Utseende och läte
Timorstubbstjärten är en liten tätting med långa ben och lång näbb, men framför allt mycket kort stjärt. Fjäderdräkten är brun med ljusbeige ögonbrynsstreck och ljus undersida. Ungfågeln är varmare färgad ovan, medan ögonbrynsstrecket och undersidan är mer dämpade i färgerna. Sången är ett knappt hörbart och mycket ljust, stigande "tzeee".

## Utbredning och systematik
Timorstubbstjärt återfinns på de östra Små Sundaöarna. Den delas in i två underarter med följande utbredning.
- Urosphena subulata subulata – förekommer på Timor och Wetar
- Urosphena subulata advena – förekommer på Babar

### Familjetillhörighet
Timorstubbstjärt placerades tidigare i den stora familjen sångare (Sylviidae). DNA-studier har dock visat att arterna i familjen inte är varandras närmaste släktingar och har därför delats upp i ett antal mindre familjer. Timorstubbstjärt med släktingar förs idag till familjen cettisångare (Cettiidae eller Scotocercidae) som är nära släkt med den likaledes utbrytna familjen lövsångare (Phylloscopidae) men också med familjen stjärtmesar (Aegithalidae). Även de två afrikanska hyliorna, numera urskilda i egna familjen Hyliidae, anses höra till gruppen.

## Levnadssätt
Timorstubbstjärten är en skygg marklevande fågel som hittas i buskmarker och skogsområden i låglänta områden och lägre bergstrakter. Den ses vanligen enstaka eller i par.

## Status
Arten har ett litet utbredningsområde, men beståndet anses vara stabilt. IUCN kategoriserar arten som livskraftig.